# Liropilio stukanovi
Liropilio stukanovi is een hooiwagen uit de familie echte hooiwagens (Phalangiidae).